# Silifke
Silifke (görög nyelven: Σελεύκεια, Szeleukeia, latin nyelven: Seleucia ad Calycadnum) egy város és körzet Törökország déli részén, Mersin tartományban, a Torosz-hegységben, 80 km-rel nyugatra Mersin városától. Silifke a Földközi-tenger közelében fekszik, a Göksu-folyó partján, amely a közeli Torosz-hegységből folyik.

## Nevének eredete
Silifke-t korábban Seleucia-nak nevezték a Calycadnuson - az évszázadok során különféleképpen említették, hogy a Seleucia Cilicia, Seleucia [az] Isauria, Seleucia Trachea és Seleucia Tracheotis. A város nevét az alapítója, Seleucus I Nicator királytól kapta. Az ókori görög olba (török: Oura) szintén a mai Silifke határain belül volt. A modern név a latin Szelukiának a görög Σελεύκεια-ból származik.

## Fekvése
Anamurtól 10 kilométerre, a tengerparttól kissé beljebb, a Gösku-folyó mellett fekvő település.

## Történelme

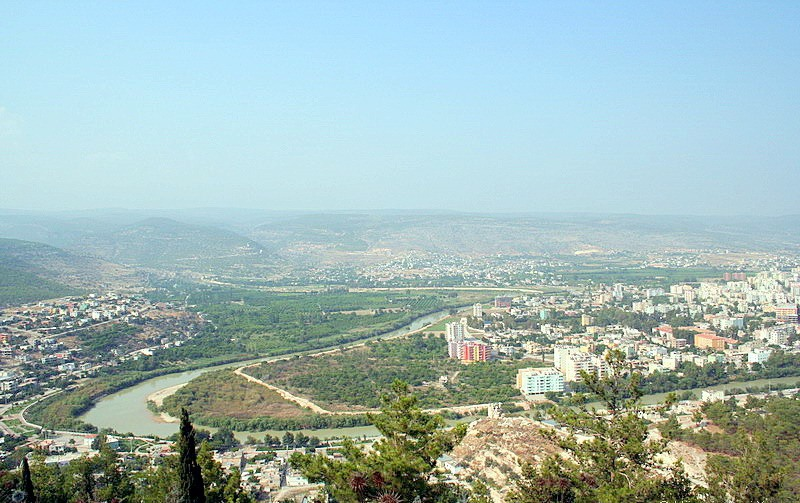
Silifke látképe

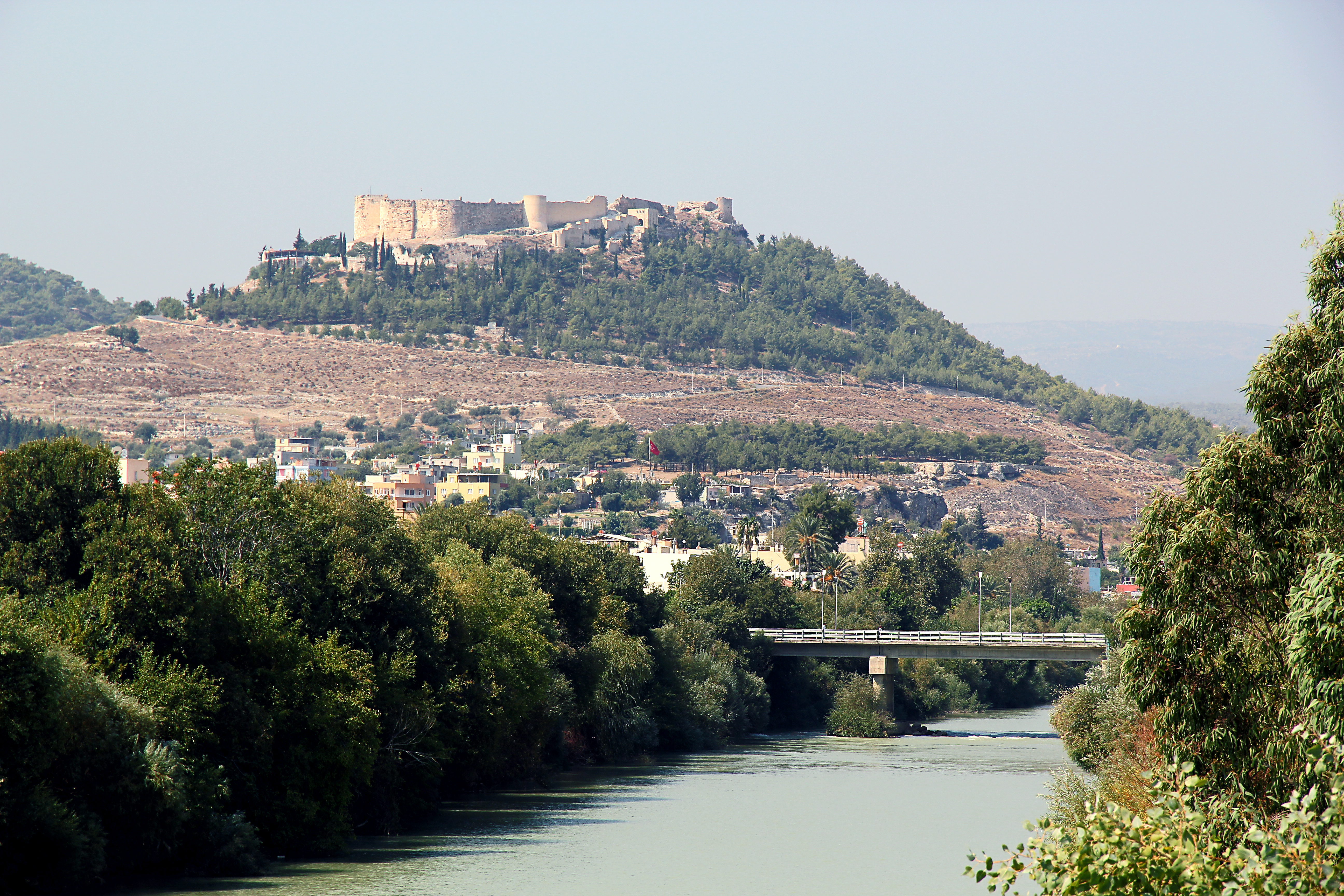
Silifke kalesi, alatta a Gösku folyóval

Silifke nagyon régi település. Helyén I. Szeleukosz alapított várost az i. e. 3. században, melynek neve Kalykandosz (Ez volt a Gösku-folyó ókori neve) menti Szeleukia volt.
A folyón átívelő kőhidat az 1. században építtette a helyi kormányzó, Octavius Memor, az akkor uralkodó császár, Vespasianus és fiai: Titus és Domitianus tiszteletére. Az azóta többször is ujjáépített kőhíd máig megbízhatóan szolgál.
A német Barbarossza Frigyes, a harmadik keresztes hadjárat vezére itt halt meg; leesett lováról és a Kalikadnosz vizébe fulladt.
A szeldzsuk birodalom szétesése után a Karaman dinasztia egy ideig még harcolt fennhatóságának megőrzéséért, de 1471-ben Gedik Ahmet pasa sikeres hódítása Silifkét is véglegesen az oszmán birodalom részévé tette.

## A mai város

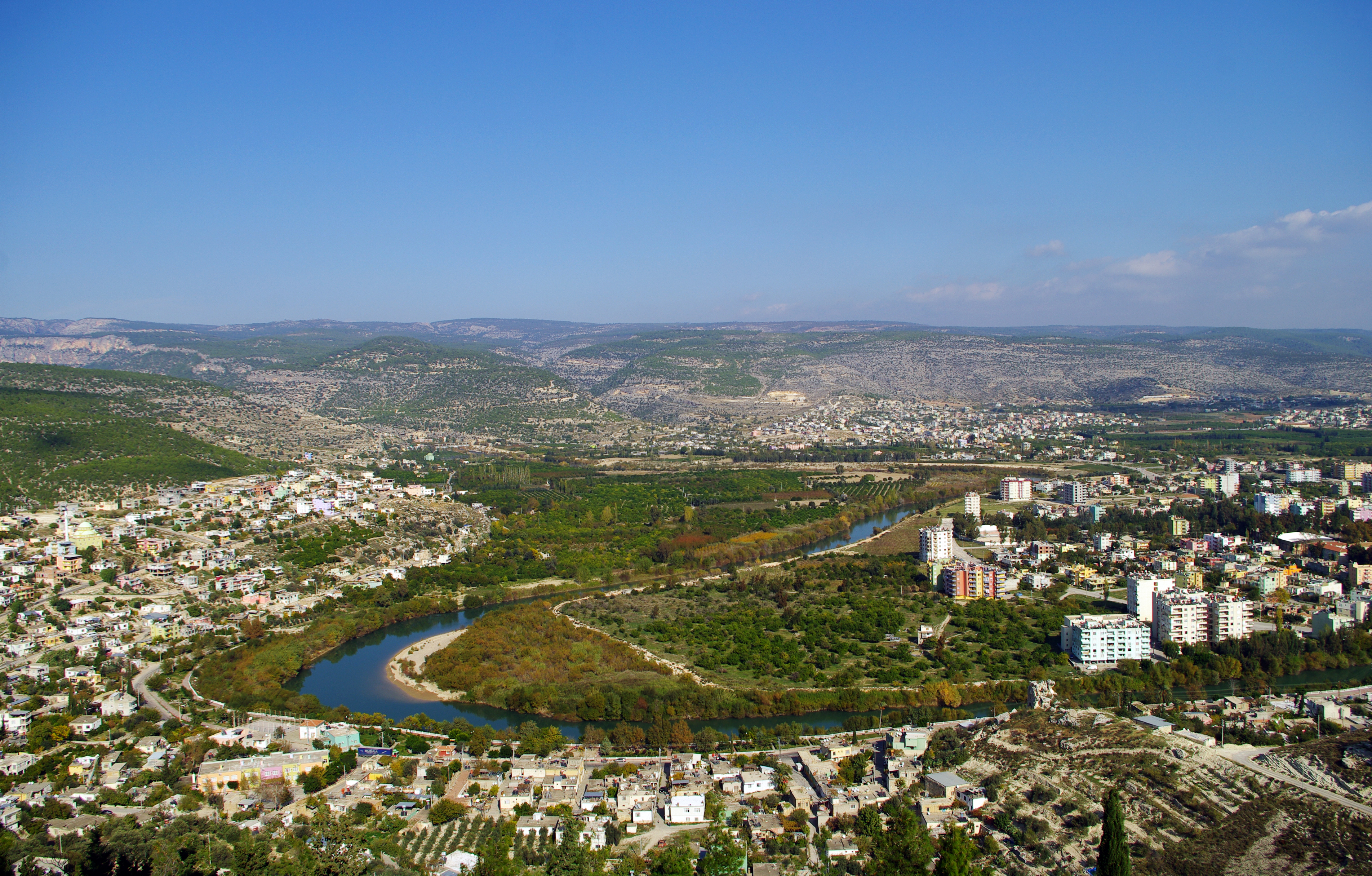
A Göüsku folyó és Silifke városának panorámája

A mai város zömmel a legújabb kori építkezések által alakult ki. Környékének ásatási eredményeiről és a vidék múltjáról a Régészeti Múzeum anyaga tájékoztat. Római korban épült templomából mindössze néhány bordázott oszlop maradt fenn korinthoszi oszlopfővel, közelében néhány oszloptalapzattal. Egykori színházából is csupán a bejárati rész töredéke maradt fenn, a mögötte elterülő terület beépült modern épületekkel.
A település két legjelentősebb dzsámija az Ulu-dzsámi és a Sultan Resit-dzsámi, melyek a város központjában találhatók. Mindkettő építésénél felhasználtak római kori építőelemeket, márványoszlopokat, oszlopfőket is.
A várostól északi irányban, Konya felé vezető út mentén húzódó domboldalon kiterjedt nekropolisz és temetkezőhely található. A környék messziről is felfedezhető látványossága a településtől nyugatra, egy 184 méter magas dombon álló vár-erőd, a Silifke Kalesi.

## Silifke Kalesi

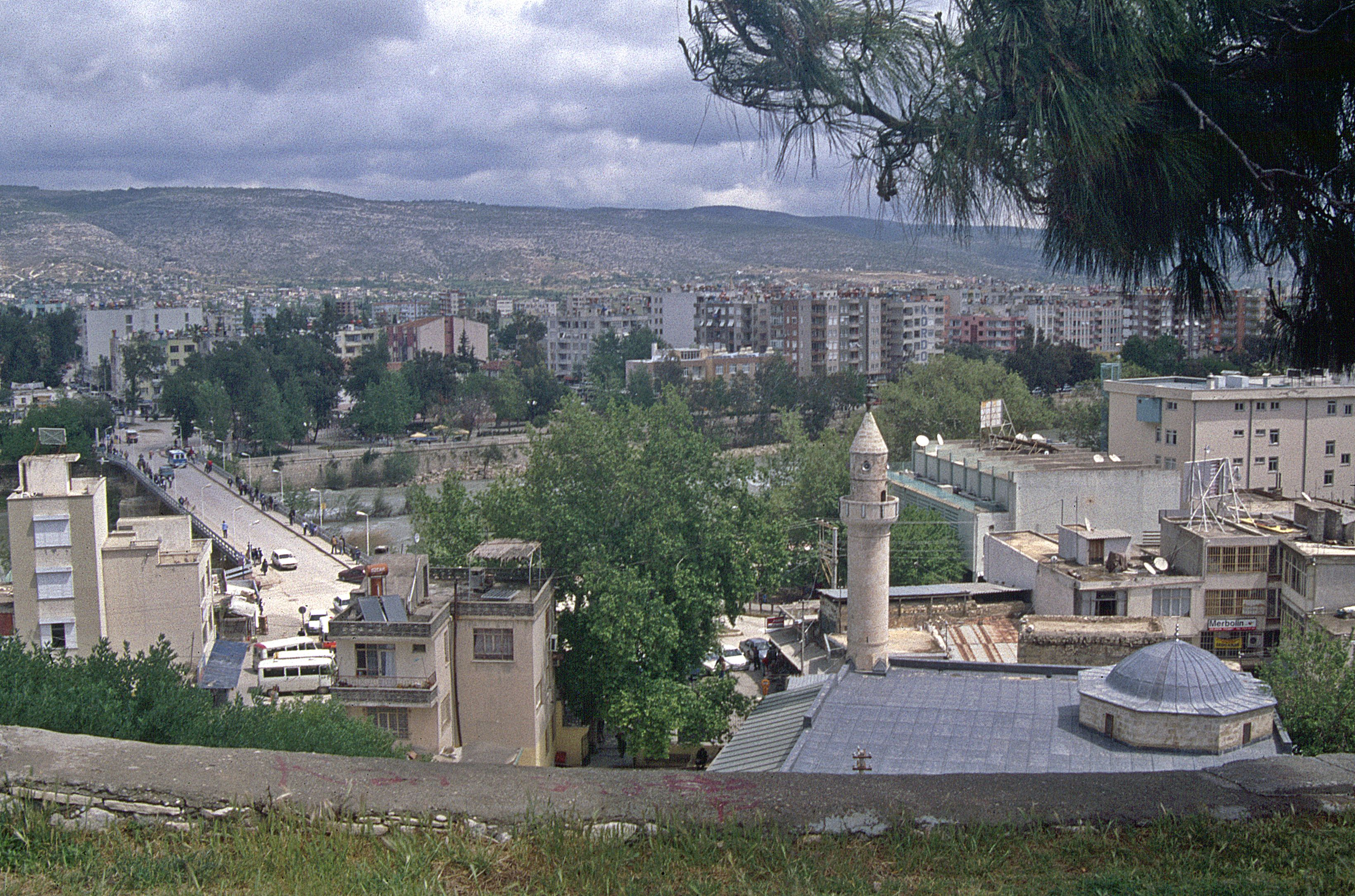
Silifkei panoráma

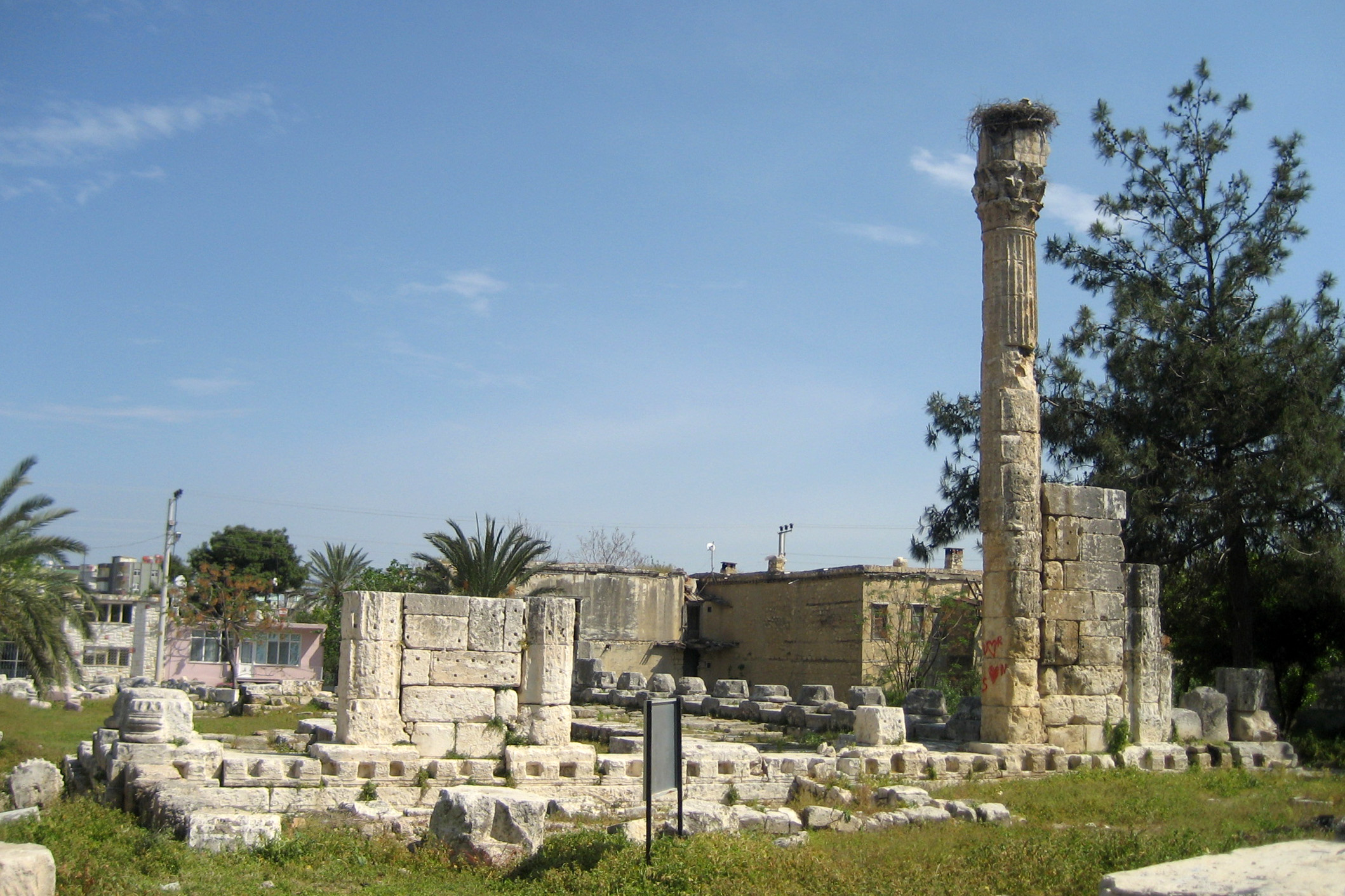
Silifke, Zeusz templom maradványai

Az erődvár, Silifke Kalesi története a hellenisztikus korban kezdődött, később a rómaiak vették birtokukba. Az örmény királyság idején is fontos szerepet töltött be,ez idő alatt is gondosan restaurálták, erősítették. A várhoz kanyargós út vezetett fel.
Az erődvár ma is szilárdan álló magas falainak kerülete 4827 m, 23 különböző formájú és méretű bástyatorony szolgálta a fokozottabb védelmet.
A vár belsejében a Szeleukidák idejéből származó épületmaradványok, bizánci kori vízvezetékek láthatók.

## Nevezetességek
- Régészeti Múzeum
- Silifke Kalesi erődvára

## Galéria

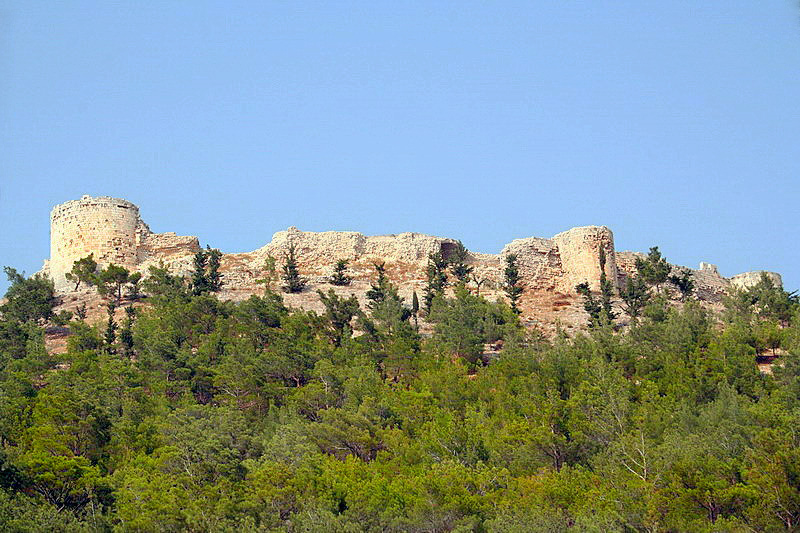
A vár látképe
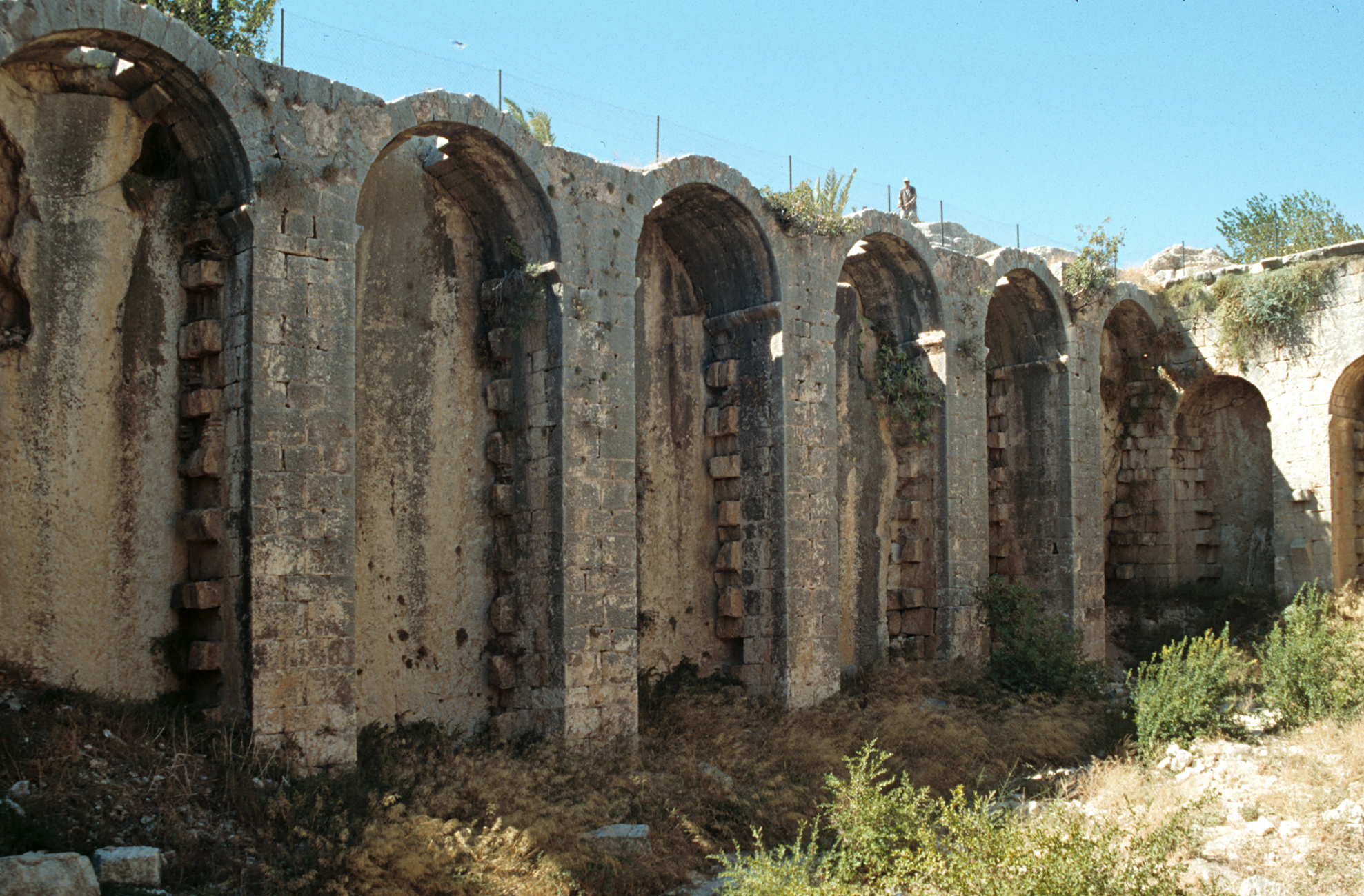
Ősi ciszterna maradványai Silifkében
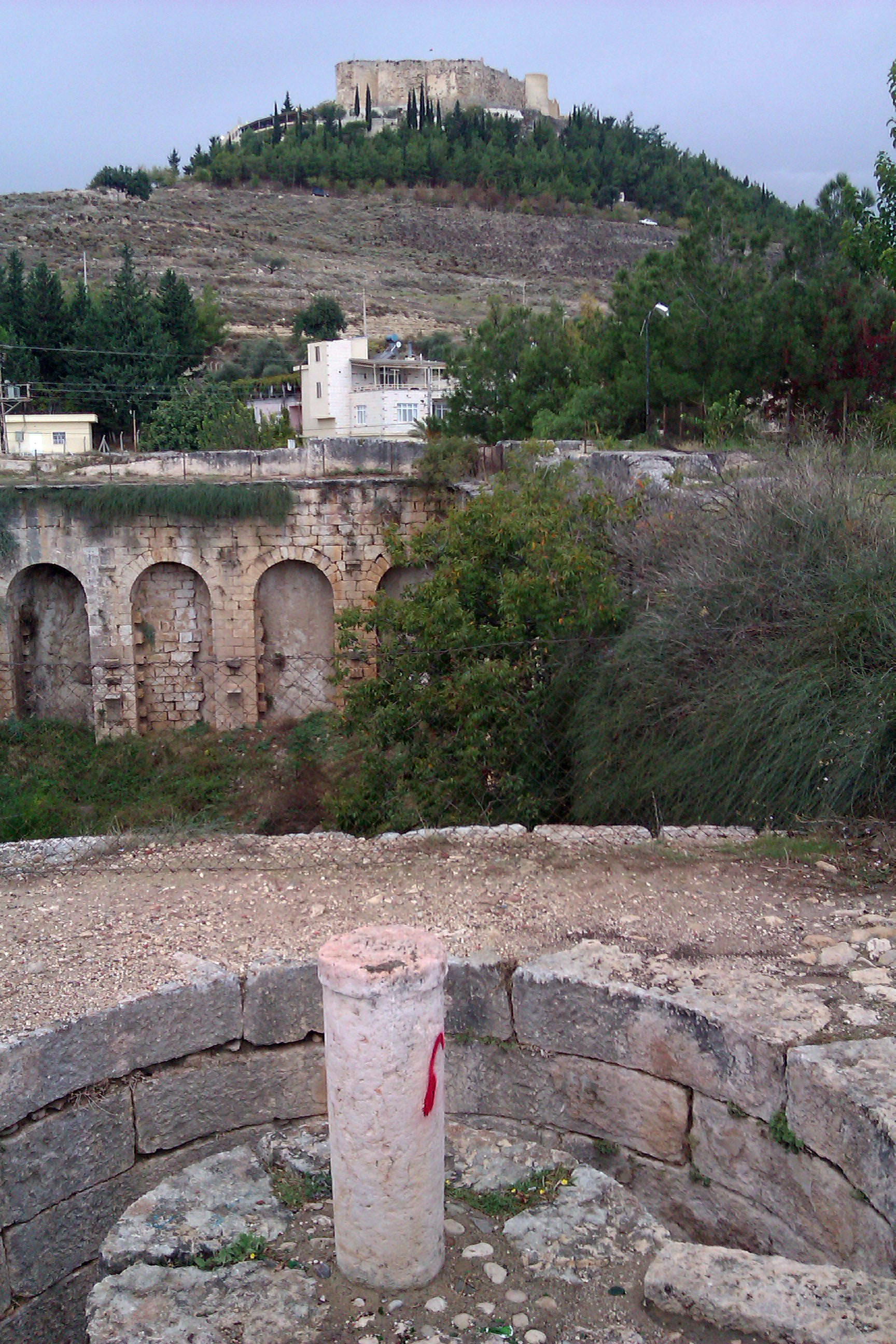
A ciszternába levezető csigalépcső
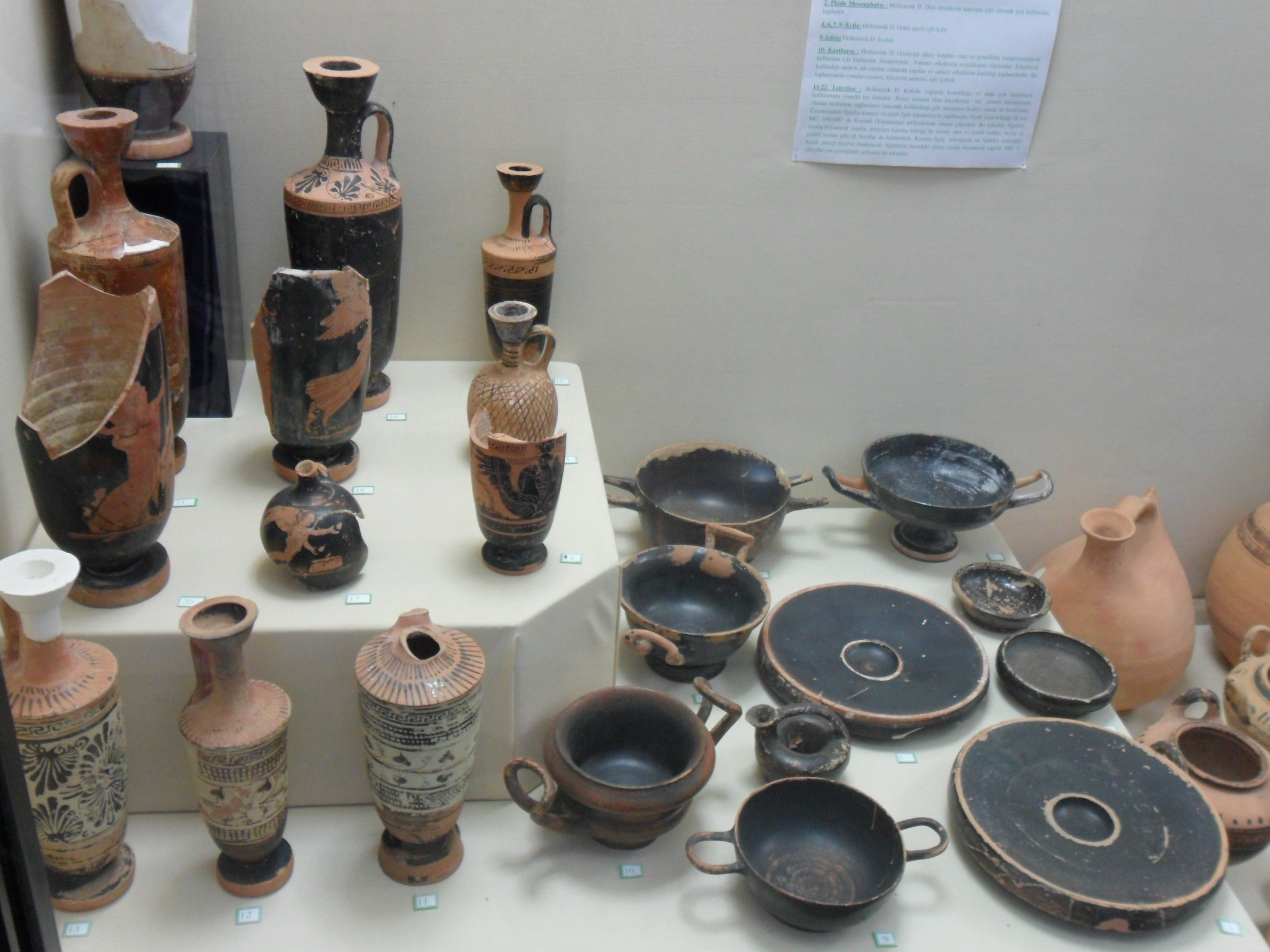
A múzeum anyagából
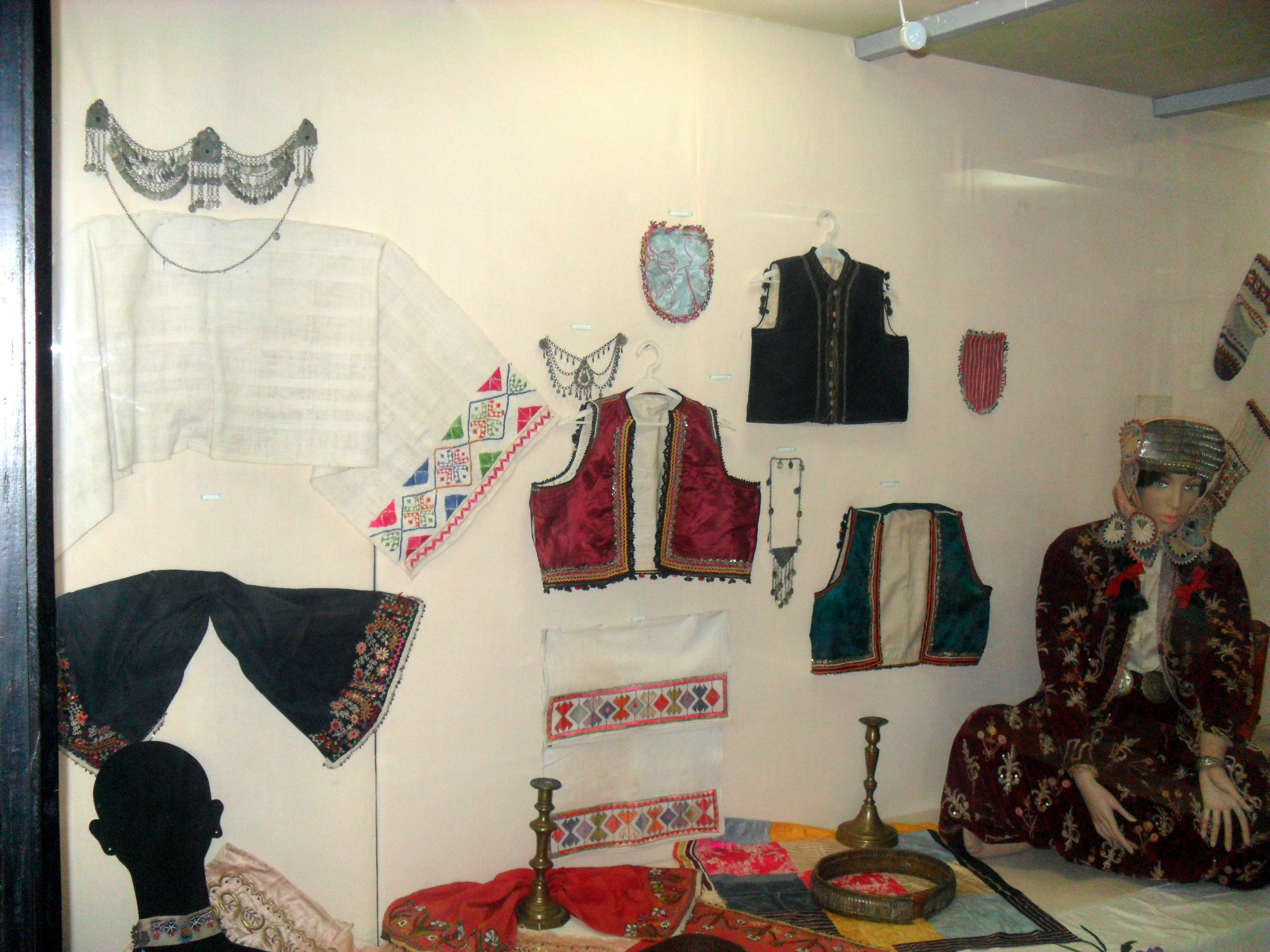
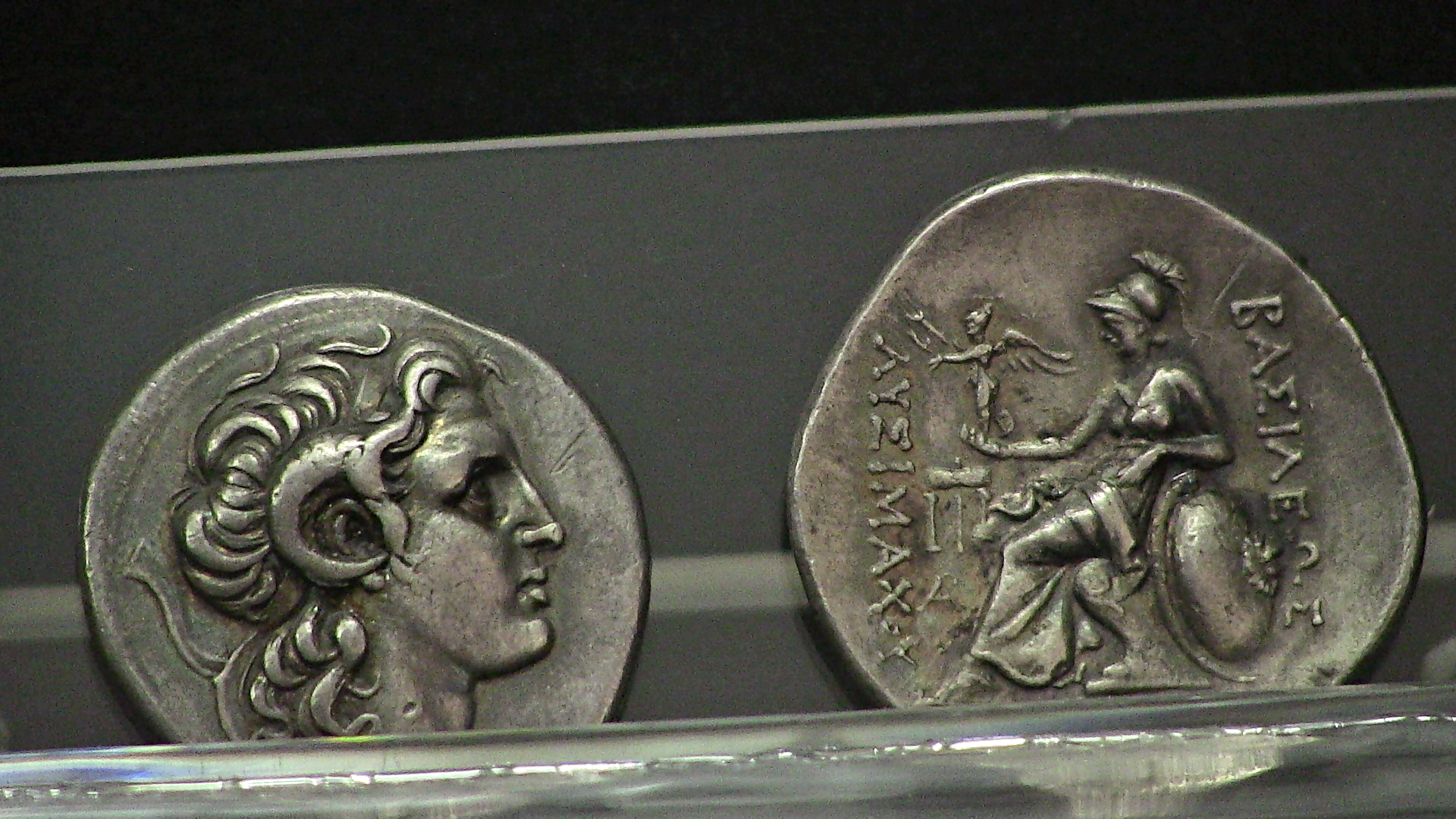
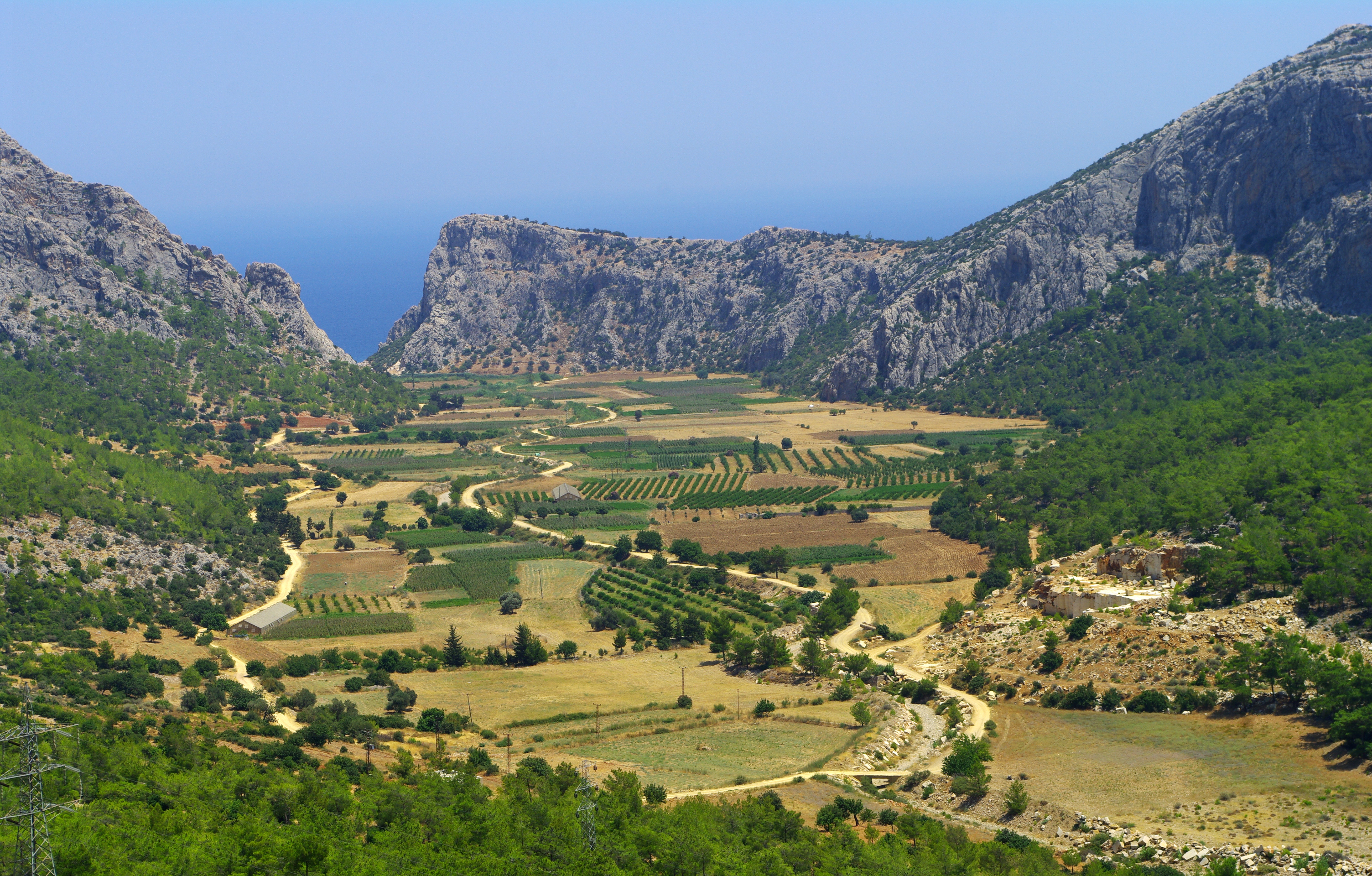
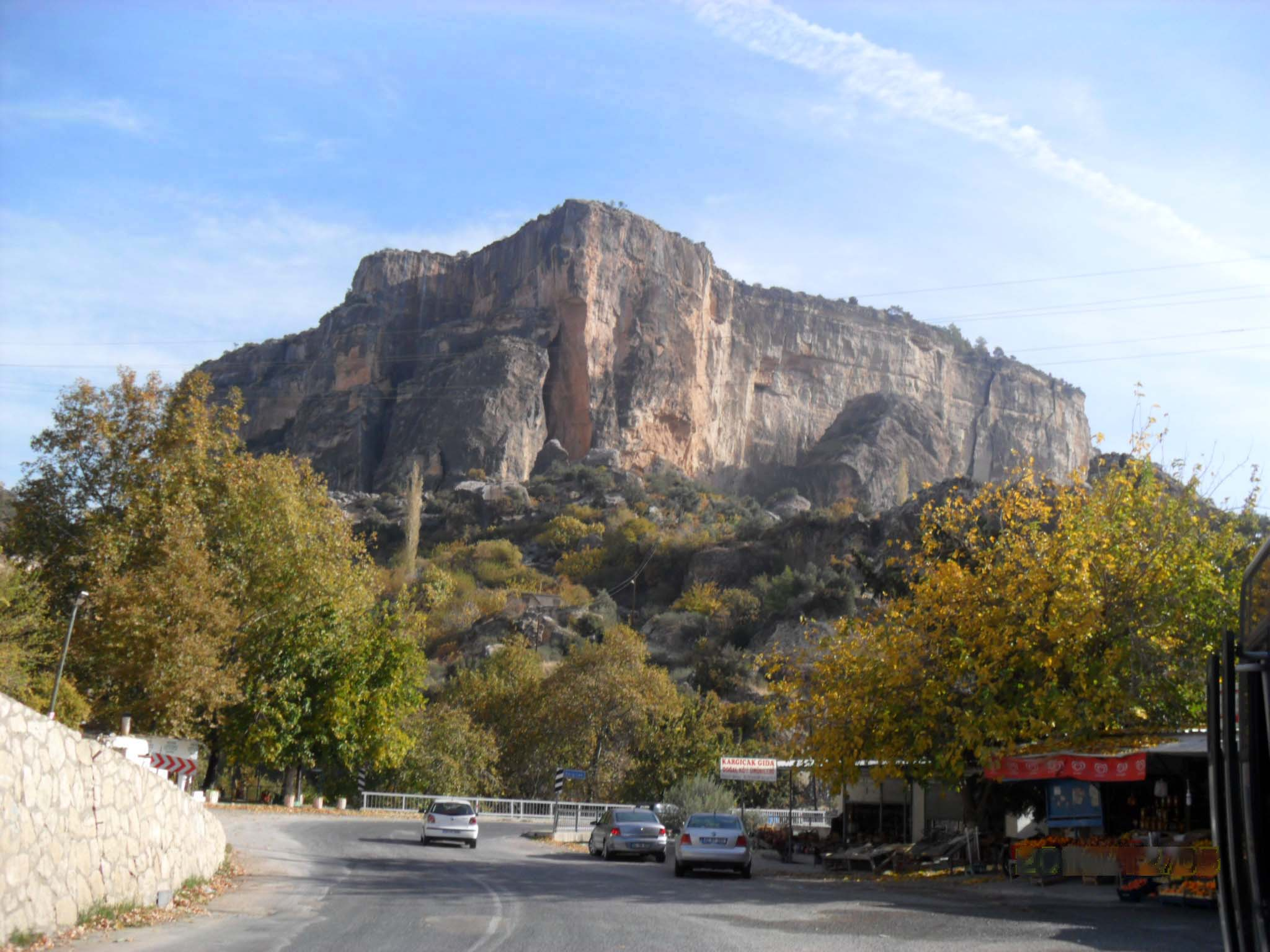